# Elwyn Brooks White
Elwyn Brooks White, detto E. B. (Mount Vernon, 11 luglio 1899 – Brooklin, 1º ottobre 1985), è stato uno scrittore statunitense, a cui si devono celebri romanzi per ragazzi quali Le avventure di Stuart Little (1945) e La tela di Carlotta (1952).

## Biografia
Figlio di Samuel Tilley White e Jessie Hart, dopo la laurea alla Cornell University, ha lavorato presso The New Yorker dal 1926.
Nel 1929 sposò Katharine Sergeant Angell (1892–1977), editore de The New Yorker, già madre di due figli da un precedente matrimonio: Roger Angell e Nancy Angell Stableford. La coppia ebbe un terzo figlio, Joel White.

## Successi editoriali

### La famiglia che viveva appartata
Il suo racconto La famiglia che viveva appartata (The Parable of the Family Which Dwelt Apart, contenuto nell'antologia sugli scrittori umoristici degli Stati Uniti A Subtreasury Of American Humor da lui redatta nel 1941 e molto apprezzata da Kurt Vonnegut) è stato incluso da Attilio Bertolucci nella raccolta di Garzanti Umoristi del Novecento (1967).

### Le avventure di Stuart Little
Il racconto per ragazzi Le avventure di Stuart Little, con il titolo Stuart Little e il sottotitolo Un topolino in gamba è diventato un film d'animazione diretto da Rob Minkoff, su sceneggiatura di M. Night Shyamalan e Greg Brooker e con musica di Alan Silvestri (1999). La voce originale del topo è di Michael J. Fox. Successivamente sono stati prodotti due sequel, Stuart little 2 (2002) e Stuart Little 3: Un topolino nella foresta (2005).

### The Elements of Style
Il suo The Elements of Style (1949 e seguenti), ripreso da un testo di William Strunk Jr. (che era stato suo insegnante alla Cornell University) del 1918 è stato un successo editoriale per diverse generazioni di studenti e giornalisti che volessero consultare un libro di riferimento sul linguaggio, il suo uso, le sue regole grammaticali e stilistiche.

### La tela di Carlotta
Anche da La tela di Carlotta si è tratto un film d'animazione omonimo nel 1973 con un sequel nel 2003 e un film per la regia di Gary Winick, con Julia Roberts.

### The Trumpet of the Swan
Dal libro per ragazzi The Trumpet of the Swan, che vedeva come protagonista un giovane cigno trombettiere, il compositore Benjamin Lees nel 1972 ha tratto un'opera per narratore e orchestra. Successivamente il racconto è stato base per il film d'animazione La voce del cigno, diretto da Richard Rich e Terry L. Noss, su sceneggiatura di Judy Rothman Rofe con musica di Marcus Miller (2001); di tale film venne criticata la poca aderenza con il più apprezzato racconto originale.

## Opere
- The Lady is Cold (1929, poesie)
- Is Sex Necessary? Or, Why You Feel the Way You Do (1929, con James Thurber), trad. it. di S. Stefani, Il sesso e necessario?, Bompiani, Milano 1970
- A Subtreasury of American Humor (1941, a cura di, con Katharine S. White)
- One Man's Meat (1942)
- The Wild Flag (1943, scelta di editoriali da "The New Yorker")
- Stuart Little (1945), trad. it. di Dino Segre, Le avventure di Stuart Little, Migliaresi, Roma 1946; Bompiani, Milano 1994 (dall'ed. 2000 con postfazione di Antonio Faeti)
- Here Is New York (1949), trad. it. di Maria Baiocchi, Volete sapere cos'è New York?, introduzione di Roger Angell, Arcana, Roma 2001
- Charlotte's Web (1952), trad. it. di Isabella Errico e Donatella Ziliotto, La tela di Carlotta, Il Martin Pescatore, Vallecchi, Firenze 1959; Oscar Mondadori, Milano 1975
- The Second Tree from the Corner (1954)
- The Elements of Style (1959, con William Strunk, Jr.) (nuove ed. 1972, 1979, 1999, 2005)
- The Trumpet of the Swan (1970)
- Letters (1976, a cura di Dorothy Lobrano Guth)
- Essays (1977)
- Poems and Sketches (1981)
- Writings from "The New Yorker" (1990)
- In the Words of E. B. White (2011, antologia di citazioni, a cura di Martha White)